# Brzeźno (powiat białogardzki)
Brzeźno (niem. Hoppelkathen) – osada w Polsce położona w województwie zachodniopomorskim, w powiecie białogardzkim, w gminie Karlino. W latach 1975–1998 osada należała do województwa koszalińskiego. W roku 2007 osada liczyła 25 mieszkańców. Miejscowość wchodzi w skład sołectwa Daszewo. 

## Geografia
Osada leży ok. 1,5 km na zachód od Daszewa, przy drodze wojewódzkiej nr 163, między Karlinem a Wrzosowem, w pobliżu rzeki Parsęty.